# Bulbophyllum lepantense
Bulbophyllum lepantense är en orkidéart som beskrevs av Oakes Ames. Bulbophyllum lepantense ingår i släktet Bulbophyllum och familjen orkidéer. Inga underarter finns listade i Catalogue of Life.